# Altiero Spinelli
Altiero Spinelli (31 de agosto de 1907-23 de mayo de 1986) fue un político italiano de ideología federalista europea, conocido por su defensa del proceso de integración europea acontecido en las décadas que siguieron a la Segunda Guerra Mundial, razón por la que es considerado uno de los «padres fundadores de la Unión Europea». Fue el principal responsable del «Plan Spinelli», una propuesta del Parlamento Europeo sobre un tratado para una Unión Europea federal. La propuesta, aprobada en 1984 en el Parlamento, fue fuente de inspiración para la consolidación de los Tratados de la UE en las décadas de 1980 y 1990.
Tras el fin de la Segunda Guerra Mundial en Europa, Spinelli fundó el Movimiento Federalista en Italia. En su función de consejero de personalidades como Alcide De Gasperi, Paul-Henri Spaak y Jean Monnet, contribuyó decisivamente a la unificación europea.
Entre 1970 y 1976, Spinelli fue Comisario europeo encargado de política interior. Además fue elegido diputado al Parlamento Europeo en 1979.

## Biografía

### Primeros años
Spinelli nació el 31 de agosto de 1907 en Roma, adhiriéndose en 1924, a los diecisiete años de edad, al Partido Comunista Italiano (PCI), cuando estudiaba derecho. Su oposición al fascismo italiano le valió su arresto en 1927. Pasaría diez años en prisión y seis más en confinamiento. Durante este período, desilusionado con el estalinismo, se distanció del PCI, abandonando el partido en 1937, y abrazó posiciones del socialismo democrático. Con el estallido de la Segunda Guerra Mundial, fue recluido en la isla de Ventotene, en el Golfo de Gaeta, junto con cerca de 800 presos políticos que se oponían al régimen fascista.

### Manifiesto de Ventotene

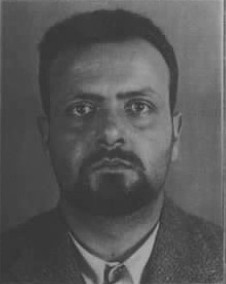
Durante su confinamiento en Ventotene.

Durante el mes de junio de 1941, Spinelli, Ernesto Rossi y Eugenio Colorni completaron el manifiesto, un texto que apoyaba el surgimiento de un nuevo movimiento federalista europeo. Debido a la necesidad de mantener el asunto en secreto, y a la falta de materiales adecuados para realizarlo, el Manifiesto fue escrito en papel de fumar y guardado en el doble fondo de una caja de hojalata.
El documento conseguiría llegar a manos de la Resistencia Italiana, y más tarde, sería adoptado como programa político por el Movimiento Federalista Europeo, fundado por el propio Spinelli en agosto de 1943. El Manifiesto sería publicado tanto en italiano como en otras muchas lenguas.
El contenido del Manifiesto hacía una serie de propuestas que buscaban la creación de una Federación Europea de estados, cuyo primer paso habría de ser el acercamiento de los países, de manera que no volviera a ser posible la guerra entre ellos. Al igual que en otros muchos círculos políticos europeos de izquierdas, la pretensión surgía como reacción a los destructivos excesos provocados por el imperialismo. Proponían una federación de naciones europeas como única manera de conseguir el mantenimiento de la paz. Muchos han creído ver en éstos planteamientos la base de la actual Unión Europea.
Contrajo matrimonio en 1945 con Ursula Hirschmann, militante antifascista que había estado casada con Eugenio Colorni, asesinado en mayo de 1944 por miembros de la Banda Koch.

### Actividad posterior
Nominado para el cargo de comisario europeo en junio de 1970 por el Gobierno Italiano, asumió la cartera de Asuntos Industriales, Tecnología e Investigación.
Adscrito a la Sinistra Indipendente, resultó elegido diputado de la Cámara de Diputados yendo en las listas del PCI en las elecciones generales de 1976. Resultó elegido diputado del Parlamento Europeo en las elecciones europeas de 1979, de nuevo concurriendo como candidato en las listas del PCI.
Fue eurodiputado durante diez años, así como cofundador y partícipe eminente del Club Cocodrilo, facción de políticos eurofederalistas, y que recibieron dicho nombre colectivo por la cafetería en donde se formó el grupo.